# Równina Świdnicka
Równina Świdnicka (332.12) – według podziału fizycznogeograficznego Jerzego Kondrackiego i Wojciecha Walczaka mezoregion wchodzący w skład Przedgórza Sudeckiego. Obejmuje środkową część Przedgórza. Jest to obszar położony na północ od właściwych Sudetów, oddzielony od nich wyraźną linią tektoniczną (uskok brzeżny sudecki). Od północnego wschodu graniczy z Niziną Śląską, od południowego wschodu i południa z Masywem Ślęży, od południowego zachodu z Obniżeniem Podsudeckim i od północnego zachodu ze Wzgórzami Strzegomskimi.
Pod względem geologicznym obejmuje fragment bloku przedsudeckiego. Podłoże równiny tworzą skały metamorficzne i granit strzegomski. Na tym fundamencie zalegają osady trzeciorzędowe, m.in. zwietrzeliny ilaste oraz osady czwartorzędowe – gliny polodowcowe, piaski, żwiry i muł rzeczne oraz pokrywy utworów pylastych (lessy). Na tych ostatnich występują urodzajne gleby pszenno-buraczane.
Równina jest w większości położona na wysokości 200–230 m n.p.m., na południe od Świdnicy do 281 m. Najwyższym wzniesieniem jest wzgórze Popiel 284,4 m n.p.m.
Na północnym krańcu Równiny Świdnickiej wyodrębniają się Wzgórza Imbramowickie. Równinę przecina dolina Bystrzycy. Równina Świdnicka jest krainą rolniczą, gęsto zaludnioną, z dobrze rozwiniętą siecią dróg i linii kolejowych. Największym ośrodkiem miejskim jest położona w południowej części Świdnica nad Bystrzycą, niegdyś stolica udzielnego księstwa Piastów dolnośląskich. Przy linii kolejowej z Wrocławia do Wałbrzycha leżą miasta: Żarów (ok. 7 tys. mieszkańców) i Jaworzyna Śląska (ok. 5 tys. mieszkańców) z węzłem kolejowym i fabryką porcelany. Wydobywa się tu granit oraz surowce ilaste. W Mietkowie w latach 1974–86 wybudowano na Bystrzycy zaporę, dzięki której powstało Jezioro Mietkowskie o powierzchni 9,29 km² i pojemności 65 mln m³.